# Eskilstuna pastorat
Eskilstuna pastorat är ett pastorat i Rekarne kontrakt i Strängnäs stift i Södermanlands län. 
Pastoratet bildades 2018 av församlingarna:
- Eskilstuna församling
- Västra Rekarne församling

Efter uppsplittring av Eskilstuna församling 2020 består pastoratet därefter av:
- Tunafors församling
- S:t Ansgars församling
- S:t Johannes församling
- Västra Rekarne församling

Pastoratskod är 040702.